# Sylla Sow
Sylla Sow (Nijmegen, 8 augustus 1996) is een Nederlands voetballer die bij voorkeur als aanvaller speelt. Hij maakte in juli 2024 de overstap van N.E.C. naar Al Najma.

## Clubcarrière

### FC Utrecht
Sow is afkomstig uit de jeugdopleiding van N.E.C. en stapte in 2015 over naar de jeugdopleiding van FC Utrecht. Op 5 augustus 2016 debuteerde hij voor Jong FC Utrecht in de Eerste divisie tegen NAC Breda. Hij speelde de volledige wedstrijd. De club uit Breda won de openingswedstrijd van het seizoen 2016/17 met 4-1 na treffers van Jeff Stans, Cyriel Dessers, Bodi Brusselers en Gianluca Nijholt. Jong FC Utrecht scoorde tegen via Rodney Antwi. Op 29 april 2018 maakte Sow zijn debuut in de eredivisie voor FC Utrecht. Dit deed hij in de wedstrijd tegen Heracles Almelo, dat eindigde in een 2-2 gelijkspel. Na 81 minuten kwam hij in het veld voor Urby Emanuelson, maar wist niet te scoren. Hij is de derde speler uit de jeugdopleiding die zijn debuut in de Eredivisie heeft gemaakt sinds Jong FC Utrecht in de Eerste divisie voetbalt. Nick Venema en Odysseus Velanas gingen hem voor. Het bleef voor Sow bij die ene wedstrijd voor FC Utrecht. Voor het beloftenelftal speelde hij 95 wedstrijden, waarin hij goed was voor 22 goals en 12 assists.

### RKC Waalwijk
Op 2 januari 2019 werd bekend dat RKC Waalwijk de aanvaller overneemt van FC Utrecht. Daar maakte hij op 13 januari tegen TOP Oss (2-1 winst) zijn debuut. Vijf dagen later scoorde hij tegen Jong Ajax zijn eerste twee goals voor RKC in een 4-1 overwinning. Dat seizoen promoveerde RKC via de play-offs naar de Eredivisie. Sow had daar met vier goals en zes assists in zestien wedstrijden een mooi aandeel in. Op 2 november 2020 scoorde hij tegen Heracles Almelo zijn eerste Eredivisiedoelpunt. In de twee wedstrijden erna scoorde hij ook tegen Feyenoord en FC Emmen. In drie seizoenen bij RKC speelde hij 65 wedstrijden, waarin hij twaalf doelpunten maakte.

### Sheffield Wednesday
In de zomer van 2021 nam Sheffield Wednesday, uitkomend in de League One, Sow transfervrij over van RKC. Op 11 september maakte hij tegen Plymouth Argyle zijn competitieminuten voor Sheffield Wednesday. Een week daarvoor had hij op 31 augustus om de EFL Trophy al tegen Newcastle United onder 23 zijn debuut gemaakt met een doelpunt. Op 15 januari scoorde Sow, opnieuw tegen Plymouth Argyle, zijn eerste competitiegoal. Hij speelde in een jaar bij Sheffield 23 wedstrijden en scoorde daarin vijf doelpunten.

### Go Ahead Eagles
Eind augustus 2022 werd bekend dat Sow een tweejarig contract getekend heeft bij Go Ahead Eagles. Om deze transfer was veel te doen, omdat Sow al een afspraak had met De Graafschap om daar een contract te tekenen. Nadat hij werd overgevlogen op kosten van de Graafschap en gekeurd zou worden in Zeist, maakte hij de overstap naar Go Ahead Eagles. Na deze bijzondere gang van zaken kwam er een eind aan de samenwerking tussen Sow en zijn zaakwaarnemer. Hij maakte op 3 september tegen Feyenoord zijn debuut voor Go Ahead. In de bekerwedstrijd tegen Helmond Sport op 19 oktober maakte Sow zijn eerste goal voor Go Ahead. Op 15 januari 2023 scoorde hij zijn eerste competitiewedstrijd voor Go Ahead.
Zijn tweede seizoen begon hij welvarend. Na acht wedstrijden stond hij op vier doelpunten en één assist. Zijn vijfde doelpunt scoorde hij in het 1-1 gelijkspel tegen N.E.C., waar hij zijn jeugdcarrière begon. Hij gaf daarna tegen ESPN aan: "NEC is mijn jeugdliefde. Ik kom hier uit de stad, ben ballenjongen geweest en heb zelf in de jeugd hier gespeeld. Helaas heb ik nooit mijn debuut mogen maken. Je kan het aan iedereen in mijn team vragen, toen we hiernaartoe reden zei ik hoe mooi Nijmegen is en dat het mijn stad is. Ik ben heel trots om Nijmegenaar te zijn en in De Goffert te spelen. Ik ben supporter, dat zal altijd zo blijven.” In twee seizoenen bij Go Ahead kwam Sow tot 48 wedstrijden, waarin hij tot negen goals en twee assists kwam.

### N.E.C.
Op 1 februari 2024 maakte N.E.C. bekend dat het Sow een contract had aangeboden tot het einde van het seizoen, met een optie voor nog een seizoen. Hij ging met rugnummer 19 spelen. Twee dagen later maakte hij als invaller zijn debuut tegen Heracles Almelo. Nog voor hij zijn debuut had gemaakt, had hij al van scheidsrechter Marc Nagtegaal een gele kaart gekregen, omdat hij vanaf de zijlijn klaagde dat doelman Michael Brouwer aan het tijdrekken was. Drie dagen later was hij in de kwartfinale van de beker tegen ADO Den Haag goed voor zijn eerste assist. Op 1 maart stond hij tegen FC Volendam voor het eerst in de basis van N.E.C. Hij won de wedstrijd met 5-2 en maakte zelf zijn eerste doelpunt voor de club. Op 31 maart scoorde hij tegen de nog ongeslagen koploper PSV zijn eerste doelpunt in de Goffert in een 3-1 overwinning. Op 21 april viel hij in tijdens de bekerfinale tegen Feyenoord, die met 0-1 verloren ging. Aan het einde van het seizoen maakte N.E.C. bekend dat het aflopende contract van Sow niet verlengd zou worden.  

### Al-Najma
In juli 2024 maakte Sow de overstap naar Al Najma, dat uitkomt in de tweede competitie van Saoedi-Arabië.

## Clubstatistieken
| Seizoen         | Club                | Competitie      | Competitie | Competitie | Beker | Beker | Overig | Overig | Totaal | Totaal |
| Seizoen         | Club                | Competitie      | Wed.       | Dlp.       | Wed.  | Dlp.  | Wed.   | Dlp.   | Wed.   | Dlp.   |
| --------------- | ------------------- | --------------- | ---------- | ---------- | ----- | ----- | ------ | ------ | ------ | ------ |
| 2016/17         | Jong FC Utrecht     | Eerste divisie  | 32         | 7          | 0     | 0     | —      | —      | 32     | 7      |
| 2017/18         | Jong FC Utrecht     | Eerste divisie  | 34         | 8          | 0     | 0     | —      | —      | 34     | 8      |
| 2017/18         | FC Utrecht          | Eredivisie      | 1          | 0          | 0     | 0     | —      | —      | 1      | 0      |
| 2018/19         | Jong FC Utrecht     | Eerste divisie  | 15         | 4          | 0     | 0     | —      | —      | 15     | 4      |
| 2018/19         | RKC Waalwijk        | Eerste divisie  | 14         | 4          | 0     | 0     | 2      | 0      | 16     | 4      |
| 2019/20         | RKC Waalwijk        | Eredivisie      | 20         | 4          | 1     | 1     | —      | —      | 21     | 5      |
| 2020/21         | RKC Waalwijk        | Eredivisie      | 28         | 3          | 0     | 0     | —      | —      | 28     | 3      |
| 2021/22         | Sheffield Wednesday | League One      | 13         | 2          | 6     | 2     | —      | —      | 19     | 4      |
| 2022/23         | Sheffield Wednesday | League One      | 2          | 0          | 2     | 1     | —      | —      | 4      | 1      |
| 2022/23         | Go Ahead Eagles     | Eredivisie      | 24         | 1          | 3     | 1     | —      | —      | 27     | 2      |
| 2023/24         | Go Ahead Eagles     | Eredivisie      | 18         | 5          | 3     | 2     | —      | —      | 21     | 7      |
| 2023/24         | N.E.C.              | Eredivisie      | 15         | 2          | 3     | 0     | 1      | 0      | 19     | 2      |
| 2024/25         | Al Najma            | First Division  | 0          | 0          | 0     | 0     | 0      | 0      | 0      | 0      |
| Carrière totaal | Carrière totaal     | Carrière totaal | 215        | 40         | 18    | 7     | 3      | 0      | 234    | 47     |

Bijgewerkt t/m 23 mei 2024.